# Natante

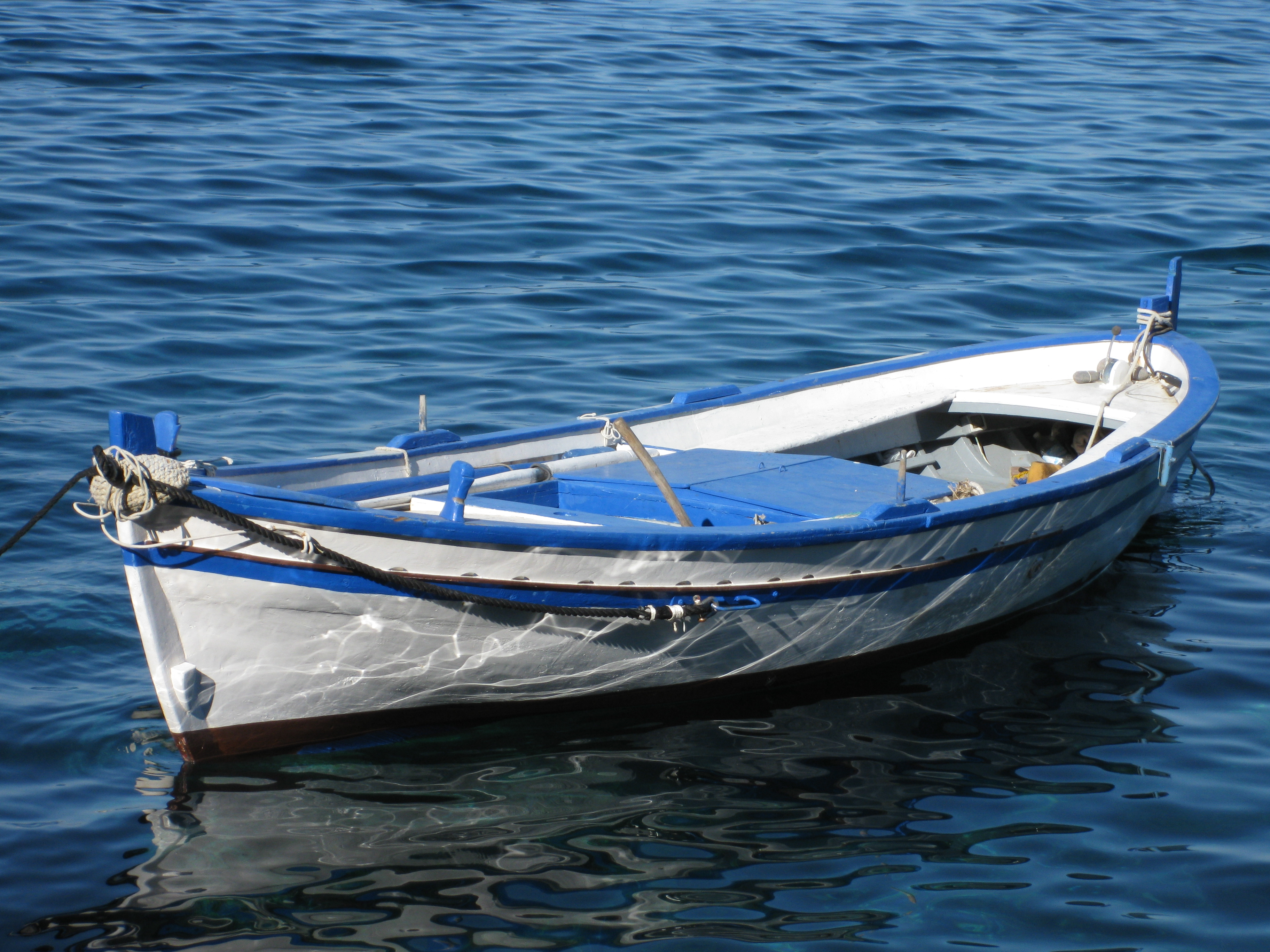
Natante presso Filicudi, Isole Eolie

Nell'ordinamento giuridico italiano sono definite natanti le unità da diporto barche a remi e quelle il cui scafo, misurato secondo le norme armonizzate EN/ISO/DIS 8666, abbia una lunghezza pari o inferiore a 10 m, indipendentemente dalla loro propulsione. I natanti, come categoria di unità da diporto, esistono solo nel diritto italiano.

## Regime giuridico

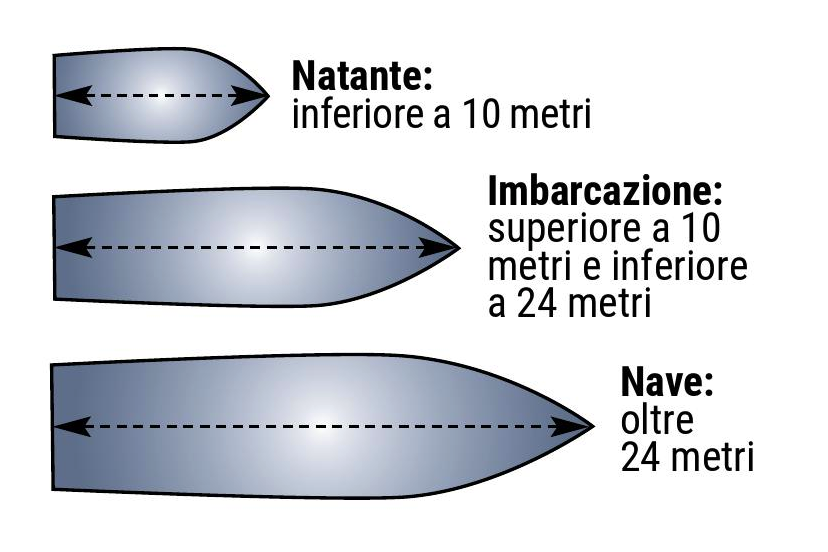
Natante (categorie diporto)

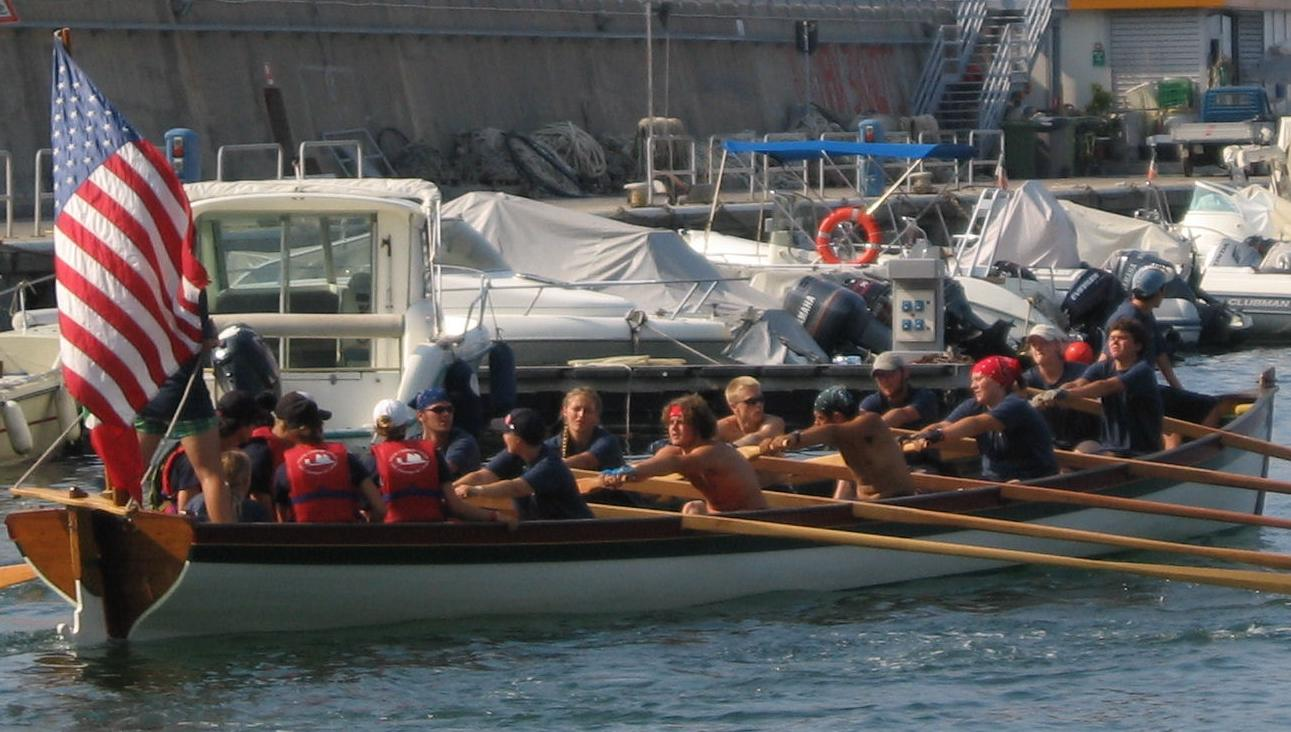
Iole

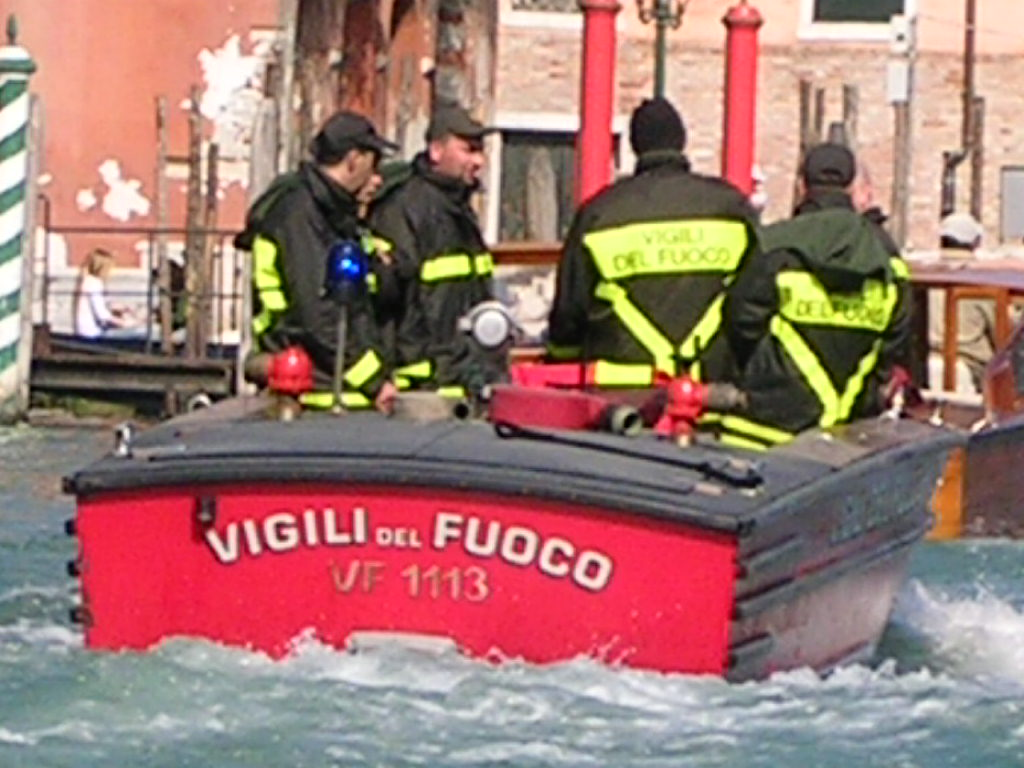
Motoscafo

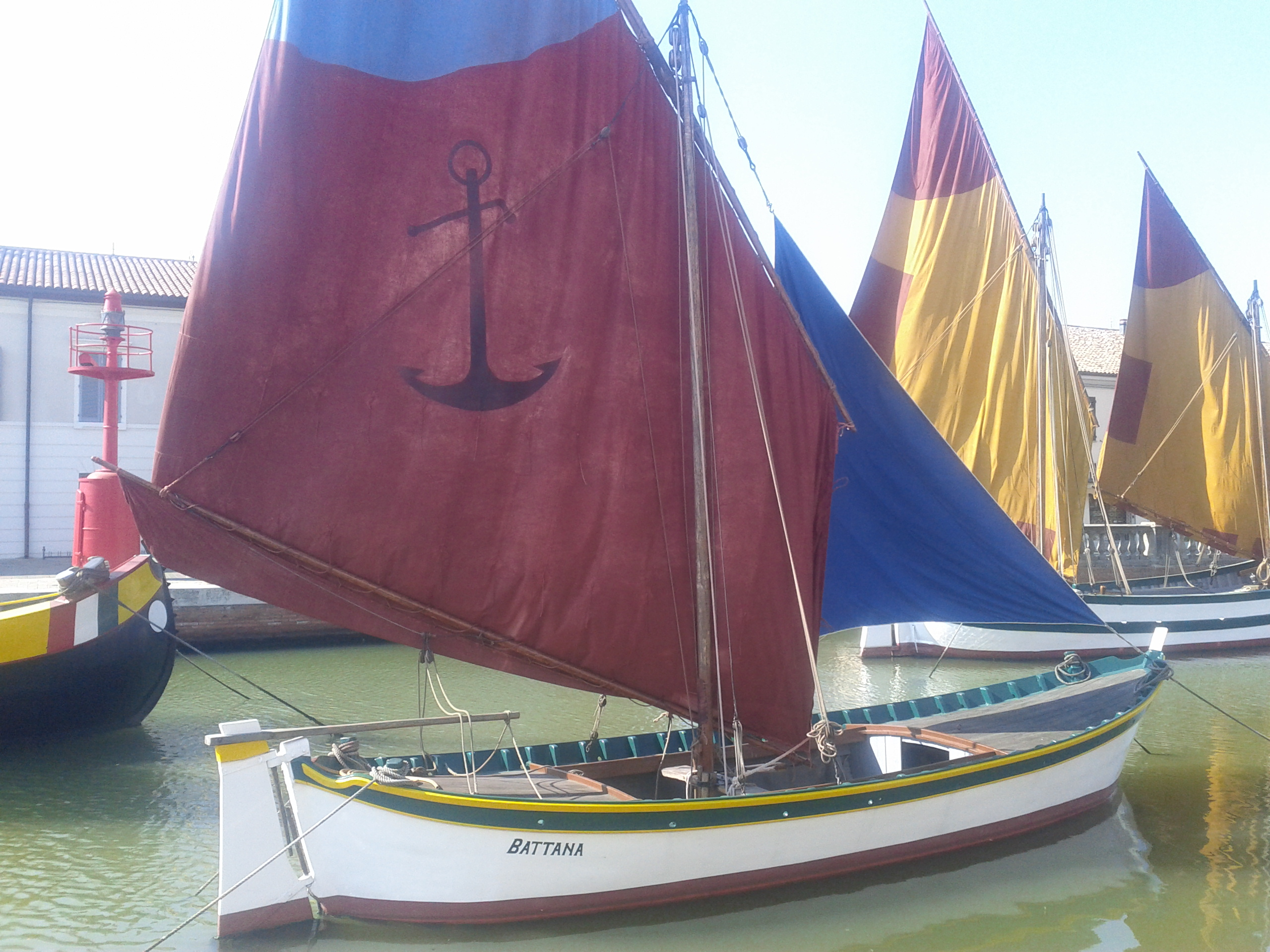
Battana

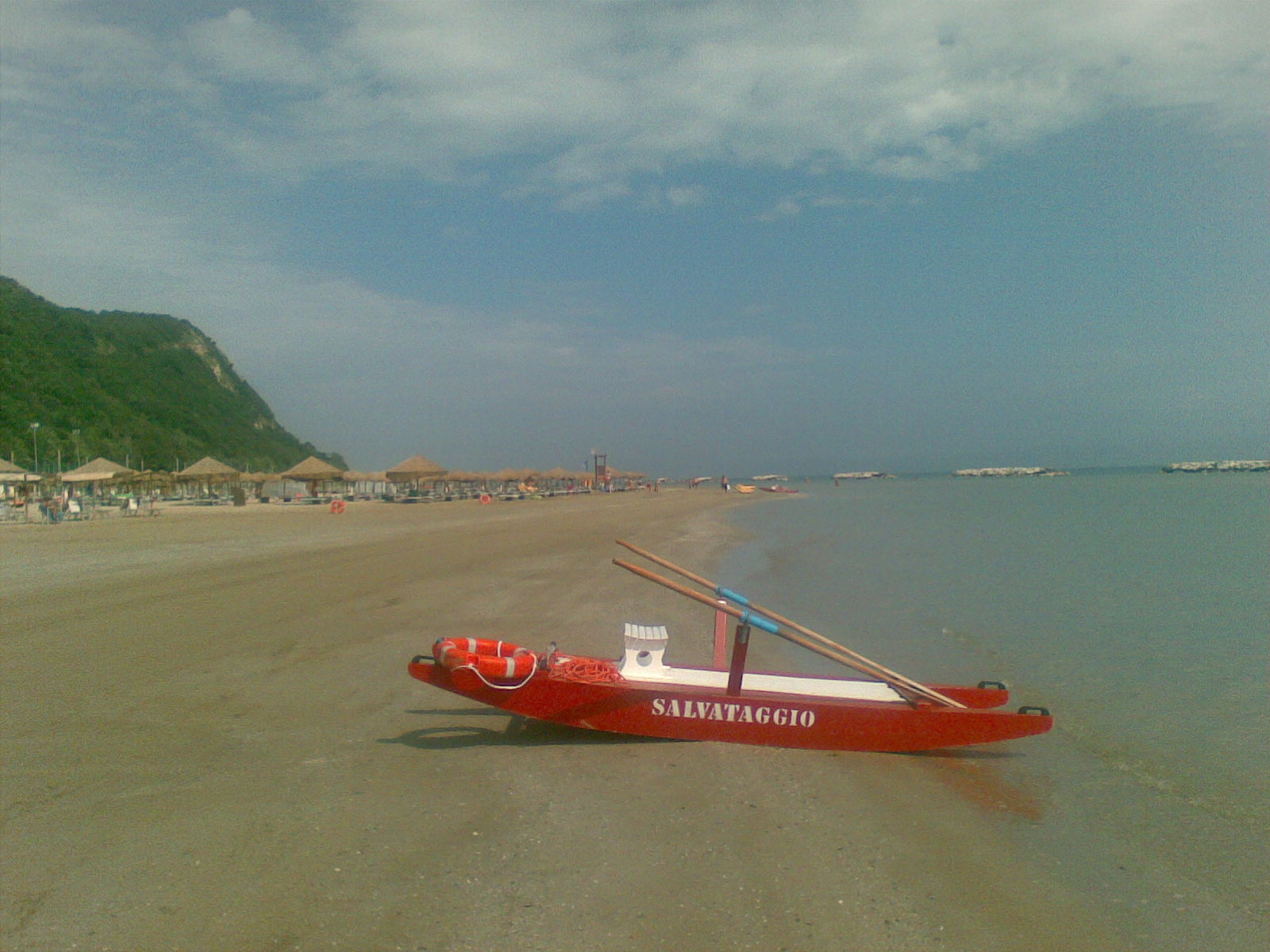
Pattino

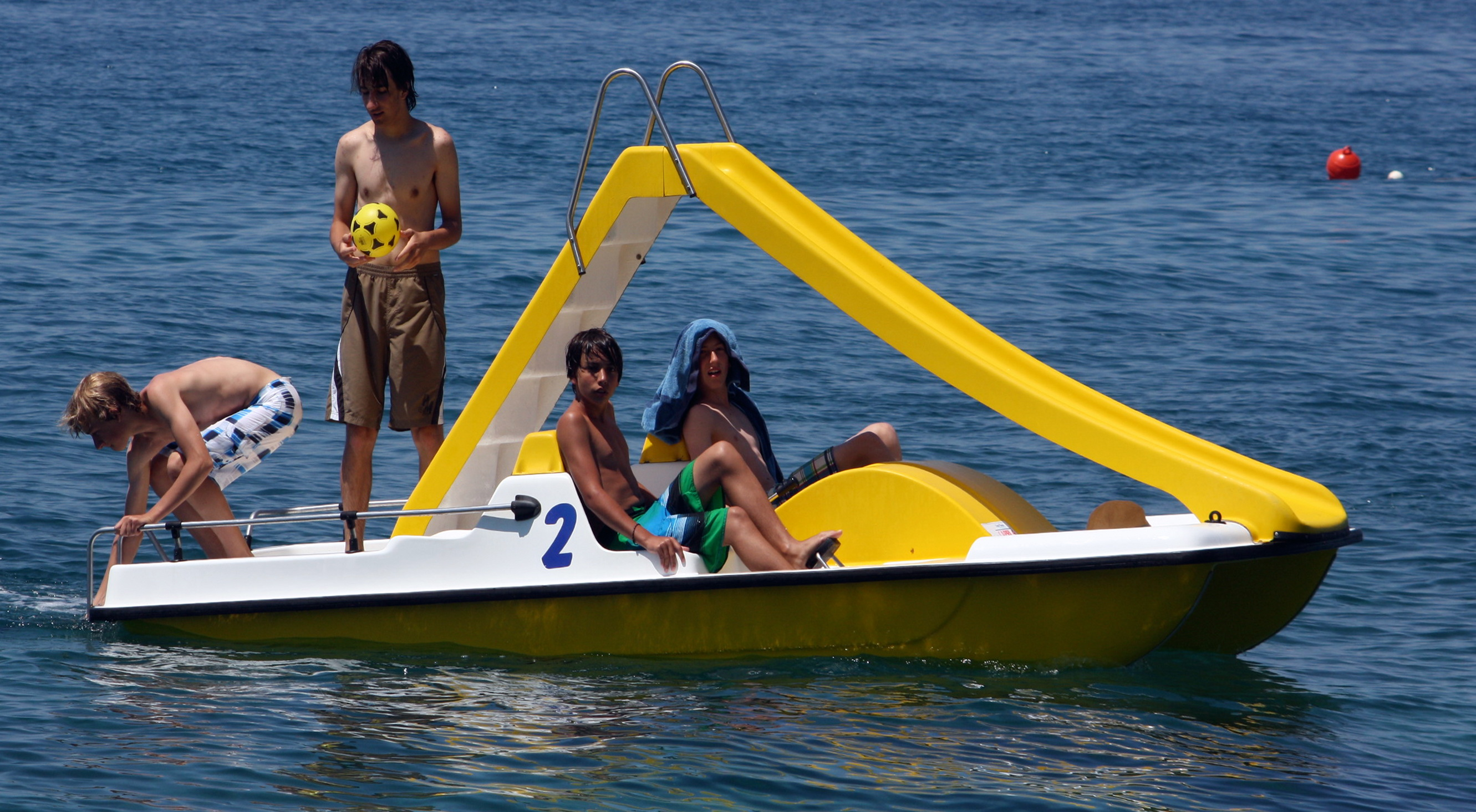
Pedalò

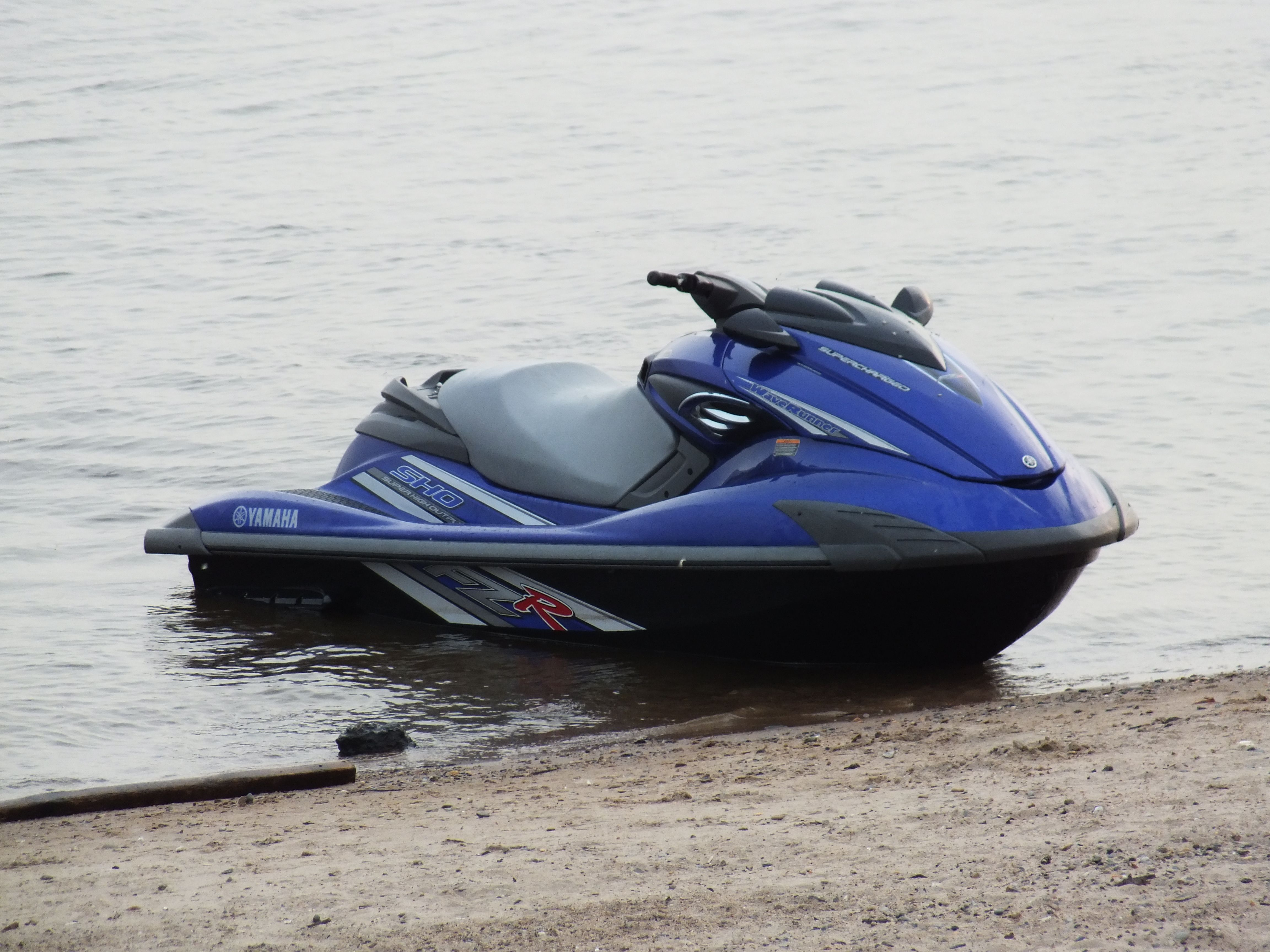
Moto d'acqua

I natanti sono esclusi dall'obbligo di iscrizione nei registri delle imbarcazioni da diporto (R.I.D.) tenuti dalle Capitanerie di porto, dagli Uffici circondariali marittimi e dagli Uffici della motorizzazione civile e pertanto sono beni mobili non registrati.
I documenti da tenere a bordo del natante, in originale o in copia conforme all'originale, durante la navigazione sono:
1. la dichiarazione di potenza rilasciata dal costruttore, oppure dal suo legale rappresentante o rivenditore autorizzato stabilito nell'Unione europea o, per i natanti omologati prima dell'entrata in vigore del d.lgs. 18 luglio 2005, n. 171, il libretto di uso del motore, per i motori fuoribordo e entrobordo
2. il certificato di omologazione CE e la dichiarazione di conformità rilasciata dal costruttore
3. la polizza di assicurazione obbligatoria della responsabilità civile per danni a terzi per le unità munite di motore di qualsiasi potenza

A richiesta del titolare, un natante può essere iscritto nei registri delle imbarcazioni da diporto. In tal caso assume il regime giuridico delle imbarcazioni, e viene dotato di licenza di navigazione e di certificato di sicurezza.

## Limiti di navigazione
I natanti costruiti secondo le prescrizioni tecniche della Direttiva dell'Unione Europea 94/25/CE e successive modificazioni sono marcati CE e non hanno un limite di navigazione dalla costa, ma 4 specie di navigazione legate alle condizioni meteomarine:
1. categoria di progettazione A: con qualsiasi condizione meteomarina;
2. categoria di progettazione B: con vento fino a forza 8 e onde di altezza significativa fino a 4 metri (mare agitato);
3. categoria di progettazione C: con vento fino a forza 6 e onde di altezza significativa fino a 2 metri (mare molto mosso);
4. categoria di progettazione D: con vento fino a forza 4 e onde di altezza significativa fino a 0,30 metri[1].

Quando le condizioni meteomarine superano i limiti della categoria di progettazione, il natante ha l'obbligo di riparare nell'approdo sicuro più vicino.
I natanti non marcati CE, invece, hanno limiti di navigazione legati alla distanza dalla costa:
a) natanti denominati iole, pattini, sandolini, mosconi, pedalò, canoe, kayak, tavole a vela e natanti a vela con superficie velica non superiore a 4 metri quadrati: entro 1 miglio dalla costa;
b) moto d'acqua e mezzi similari: decide la Capitaneria di Porto, l'Ufficio Circondariale Marittimo o l'Autorità della navigazione interna competente per territorio, con apposite ordinanze (per la conduzione delle moto d'acqua e mezzi similari sono richieste la maggiore età e la patente nautica);
c) natanti omologati per la navigazione senza alcun limite o riconosciuti idonei da un organismo tecnico autorizzato o notificato: entro 12 miglia dalla costa (durante la navigazione deve essere tenuta a bordo copia del certificato di omologazione, con la relativa dichiarazione di conformità, oppure l'attestazione di idoneità dell'organismo tecnico autorizzato o notificato);
d) tutti gli altri natanti non marcati CE: entro 6 miglia dalla costa.
Si tenga presente tuttavia che la possibilità di navigare senza alcun limite dalla costa e in particolare oltre le 12 miglia con un natante CE è vanificata dalla Convenzione di Montego Bay del 1982 (entrata in vigore nel 1994) che - prevedendo la possibilità di controllo in acque internazionali anche da parte delle navi militari e comunque la necessità di identificazione certa della nazionalità dell'unità sottoposta a eventuale controllo - richiede di esibire idonea documentazione, di cui dispone solo il natante che, immatricolato, assume il regime giuridico di imbarcazione.

## Uso commerciale
I natanti da diporto possono essere impiegati ai fini di locazione o di noleggio per finalità ricreative o per usi turistici di carattere locale, nonché di appoggio alle immersioni subacquee a scopo sportivo o ricreativo. Tale uso commerciale è disciplinato, anche per le modalità della loro condotta, con ordinanza della competente autorità marittima o della navigazione interna, d'intesa con gli enti locali.